# Barbara Paulus
Barbara Paulus (Viena, 1 de Setembro de 1970) é uma ex-tenista profissional austríaca.

## WTA Tour finais

### Simples: 17 (6–11)
| Campeã — Legenda |
| ---------------- |
| Grand Slam (0–0) |
| WTA Tour (0–0)   |
| Tier I (0–1)     |
| Tier II (0–1)    |
| Tier III (2–5)   |
| Tier IV (3–2)    |
| Tier V (1–2)     |

| Títulos por Piso |
| ---------------- |
| Duro (1–4)       |
| Grama (0–0)      |
| Saibro (5–5)     |
| Carpete (0–2)    |

| Posição | N.  | Data             | Torneio            | Piso        | Oponente                | Placar             |
| ------- | --- | ---------------- | ------------------ | ----------- | ----------------------- | ------------------ |
| Campeã  | 1.  | 16 Maio 1988     | Genebra            | Saibro      | Lori McNeil             | 6–4, 5–7, 6–1      |
| Vice    | 1.  | 8 Agosto 1988    | Sofia              | Duro        | Conchita Martínez       | 6–1, 6–2           |
| Vice    | 2.  | 10 Julho 1989    | Arcachon           | Saibro      | Judith Wiesner          | 6–3, 6–7(3–7), 6–1 |
| Vice    | 3.  | 8 Janeiro 1990   | Sydney             | Duro        | Natasha Zvereva         | 4–6, 6–1, 6–3      |
| Campeã  | 2.  | 21 Maio 1990     | Genebra            | Saibro      | Helen Kelesi            | 2–6, 7–5, 7–6(7–3) |
| Vice    | 4.  | 9 Julho 1990     | Palermo            | Saibro      | Isabel Cueto            | 6–2, 6–3           |
| Vice    | 5.  | 15 Outubro 1990  | Filderstadt        | Duro (I)    | Mary Joe Fernández      | 6–1, 6–3           |
| Campeã  | 3.  | 11 Setembro 1995 | Varsóvia           | Saibro      | Alexandra Fusai         | 7–6(7–4), 4–6, 6–1 |
| Campeã  | 4.  | 13 Novembro 1995 | Pattaya            | Duro        | Yi Jingqian             | 6–4, 6–3           |
| Vice    | 6.  | 1 Janeiro 1996   | Auckland           | Duro        | Sandra Cacic            | 6–3, 1–6, 6–4      |
| Vice    | 7.  | 1 Abril 1996     | Hilton Head Island | Saibro      | Arantxa Sánchez Vicario | 6–2, 2–6, 6–2      |
| Vice    | 8.  | 20 Maio 1996     | Estrasburgo        | Saibro      | Lindsay Davenport       | 6–3, 7–6(8–6)      |
| Campeã  | 5.  | 5 Agosto 1996    | Maria Lankowitz    | Saibro      | Sandra Cecchini         | 40–15 ret.         |
| Vice    | 9.  | 16 Setembro 1996 | Varsóvia           | Saibro      | Henrieta Nagyová        | 3–6, 6–2, 6–1      |
| Vice    | 10. | 28 Outubro 1996  | Moscou             | Carpete (I) | Conchita Martínez       | 6–1, 4–6, 6–4      |
| Campeã  | 6.  | 21 Julho 1997    | Varsóvia           | Saibro      | Henrieta Nagyová        | 6–4, 6–4           |
| Vice    | 11. | 20 Outubro 1997  | Luxemburgo         | Carpete (I) | Amanda Coetzer          | 6–4, 3–6, 7–5      |

### Duplas: 1 (1–0)
| Campeã — Legenda |
| ---------------- |
| Grand Slam (0–0) |
| WTA Tour (0–0)   |
| Tier I (0–0)     |
| Tier II (0–0)    |
| Tier III (0–0)   |
| Tier IV (0–0)    |
| Tier V (1–0)     |

| Títulos por Piso |
| ---------------- |
| Duro (1–0)       |
| Grama (0–0)      |
| Saibro (0–0)     |
| Carpete (0–0)    |

| Posição | N. | Data          | Torneio | Piso | Parceira          | Oponentes                      | Placar        |
| ------- | -- | ------------- | ------- | ---- | ----------------- | ------------------------------ | ------------- |
| Campeã  | 1. | 8 Agosto 1988 | Sofia   | Duro | Conchita Martínez | Sabrina Goleš Katerina Maleeva | 1–6, 6–1, 6–4 |